# Paul V. Dugan
Paul V. Dugan (* 1. Januar 1939 in Wichita, Kansas) ist ein US-amerikanischer Politiker. Zwischen 1979 und 1983 war er Vizegouverneur des Bundesstaates Kansas.

## Werdegang
Im Jahr 1961 absolvierte Paul Dugan die Regis University. Nach einem anschließenden Jurastudium an der Washburn University und seiner 1964 erfolgten Zulassung als Rechtsanwalt begann er in diesem Beruf zu arbeiten. Gleichzeitig schlug er als Mitglied der Demokratischen Partei eine politische Laufbahn ein. Zwischenzeitlich war er stellvertretender Bezirksstaatsanwalt in Wichita. Außerdem wurde er Abgeordneter im Repräsentantenhaus von Kansas.
1978 wurde Dugan an der Seite von John W. Carlin zum Vizegouverneur von Kansas gewählt. Dieses Amt bekleidete er zwischen dem 8. Januar 1979 und dem 10. Januar 1983. Dabei war er Stellvertreter des Gouverneurs. Seit dem Ende seiner Zeit als Vizegouverneur praktiziert er wieder als Anwalt. Zwischen 2004 und 2008 war er Berater der staatlichen Behörde Turnpike Authority.